# 오랑캐꽃말과
오랑캐꽃말과(Trentepohliaceae)는 갈파래강에 속하는 녹조류과의 하나이다. 오랑캐꽃말목(Trentepohliales)의 유일한 과이다.

## 하위 속
| - Byssus - Cephaleuros - Chrooderma - Chroolepus - Friedaea - Hansgirgia - Lochmium - Mycoidea | - Phycopeltis - Printzina - Rhizothallus - Spongioplastidium - Sporocladus - Stomatochroon - Tophora - 오랑캐꽃말속 (Trentepohlia) |